# San Giuseppe dei Ruffi
San Giuseppe dei Ruffi ili crkva San Giuseppe dei Ruffo je crkva koja se nalazi na piazzetta San Giuseppe dei Ruffi, u Napulji, južna Italija.

## Povijest
Crkva je bila dio samostana augustinskog reda koji je 1604. godine osnovala skupina aristokratskih napuljskih plemkinja: uključujući Cassandru Caracciolo; Ippolita i Caterina Ruffo; i Caterina Tomacelli. Od kneza od Avellina dobili su staru palaču obitelji Arcella i okolne kuće za izgradnju samostana i crkve.:str. 658.
Godine 1611. više redovnica se ovamo preselilo iz samostana Santa Maria degli Angeli, preimenujući samostan San Giuseppe; nekoliko godina kasnije odlučuju sagraditi novu crkvu i klaustar. Projekt iz 1630. godine vodio je Dionisio Nencioni di Bartolomeo, koji je također bio arhitekt za crkvu Girolaminija. Do 1636. gotovo je cijeli klaustar bio dovršen.
Godine 1699. započela je gradnja crkve po nacrtima Dionisia Lazzarija, drugu kupolu je dodao Arcangelo Guglielmelli 1720., dok je 1734. dodana treća kupola. Od 1681. do 1686. dovršen je brod s tlocrtom latinskog križa, a glavni oltar dizajnirao je Lazzari sa skulpturama Mattea Bottiglierija; oltar desnog transepta projektirao je Guglielmelli i u njemu se nalazi Sveta obitelj koju je naslikao Pomarancio; oltar lijevog transepta izradili su Bartolomeo i Pietro Ghetti, dizajnirao Vinaccia, ima kipove Giuseppea Sammartina i braće Ghetti, a ugošćuje i sliku Luce Giordana. Kupolu je freskama izradio Francesco de Mura; kapela s lijeve strane ima Raspeće Giacinta Diana.
Druga kapela s desne strane posvećena je svetom Ruffu, a kapela ima ploče u spomen na hrabre akcije admirala Fabrizia Ruffa, vojvode od Bagnare, (rođen 1619.) protiv Turaka na Malti.:str. 679.-680.
Nakon njegove smrti 1689., njegov kolega Guglielmelli dovršio je lađu i započeo radove na atriju, čija je gradnja trajala do 1725. nakon poremećaja 1722. uzrokovanih nekim sporovima između susjednih samostana. Guglielmelliju je u radu pomagao njegov sin Marcello. Marcella je nakon očeve smrti 1723. ubrzo zamijenio Nicola Tagliacozzi Canale, koji je popravio štetu od potresa i ukrasio interijer intarziranim mramorom. Kako bi se nosio sa strukturnom nestabilnošću nakon potresa, Mario Gioffredo imenovan je inženjerom samostana. U 19. stoljeću stvaranjem Via Duomo, jedna strana klaustra je eliminirana.
Pročelje s izbočenim trijemom, kojemu prethode stubišta. Čini se da je timpanon pod utjecajem barokne arhitekture Borrominija.

## Vanjske poveznice
|  | Zajednički poslužitelj ima još gradiva o temi San Giuseppe dei Ruffi |

- (tal.) Povijest crkve